# 黑山島
黑山島（：／ Heuksan do */?）是一座位於大韓民國全羅南道新安郡的大陸島。目前為多島海海上國立公園之管轄範圍。
2016年5月21日黑山島發生新安小学教師被家長輪姦案，是新安郡繼2014年新安郡鹽田奴隸事件的重大醜聞。